# Christophe Auguin
Christophe Auguin (Granville, 10 dicembre 1959) è un navigatore francese.
È uno specialista delle corse in solitaria intorno al mondo. Dopo una vittoria nella Solitaire du Figaro 1996, ha vinto a due riprese il BOC Challenge (oggi Velux 5 Oceans), nel 1990-91 e 1994-95, e poi il Vendée Globe 1996-97.
Nel 1991, ha fondato l'associazione IMOCA.
| Controllo di autorità | VIAF (EN) 316736662 · ISNI (EN) 0000 0004 5093 5605 · BNF (FR) cb13167676k (data) |